# Église Saint-Priest de Sandrans
Ne doit pas être confondu avec Église Saint-Priest de Volvic.
L'église Saint-Priest de Sandrans est une église située à Sandrans dans le département de l'Ain en France. 
Le monument est la propriété de la commune de Sandrans.

## Protection
L'abside de l'église fait l’objet d’une inscription au titre des monuments historiques depuis le 21 octobre 1926.

## Photos

chapiteaux et pilastres
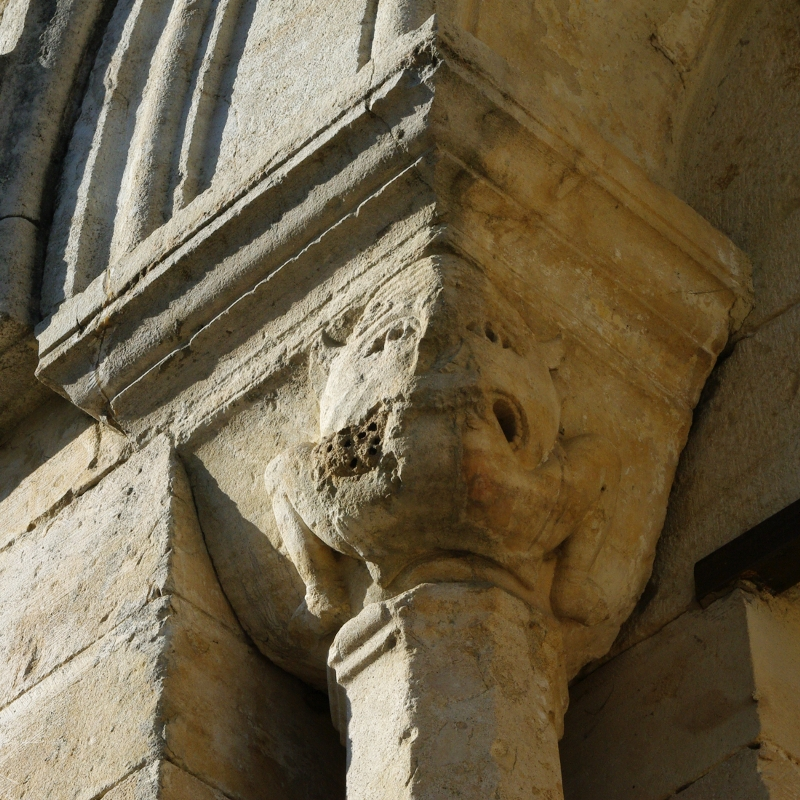
Chapiteau.
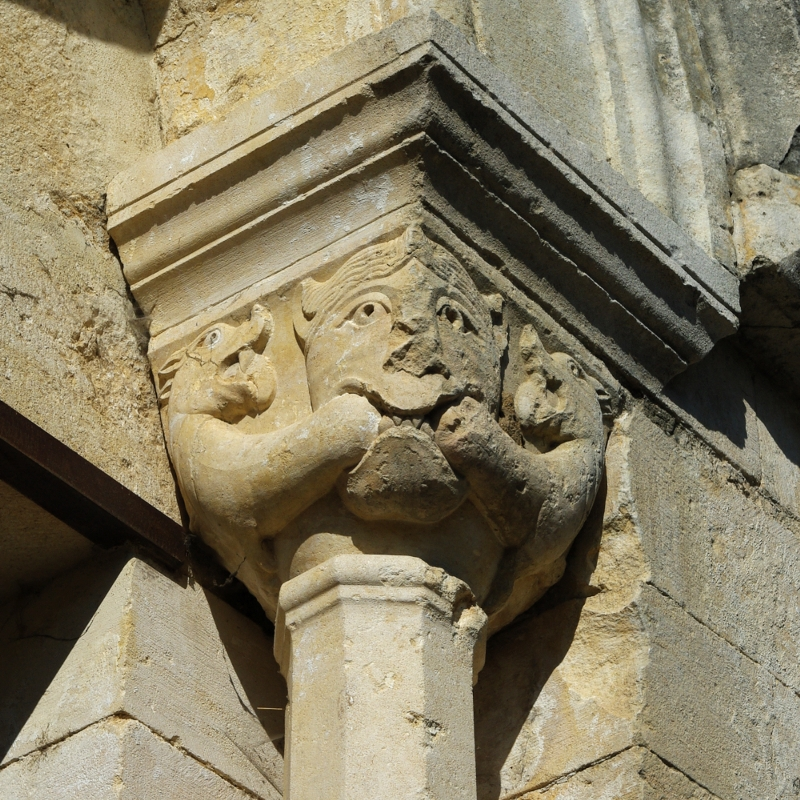
Chapiteau.
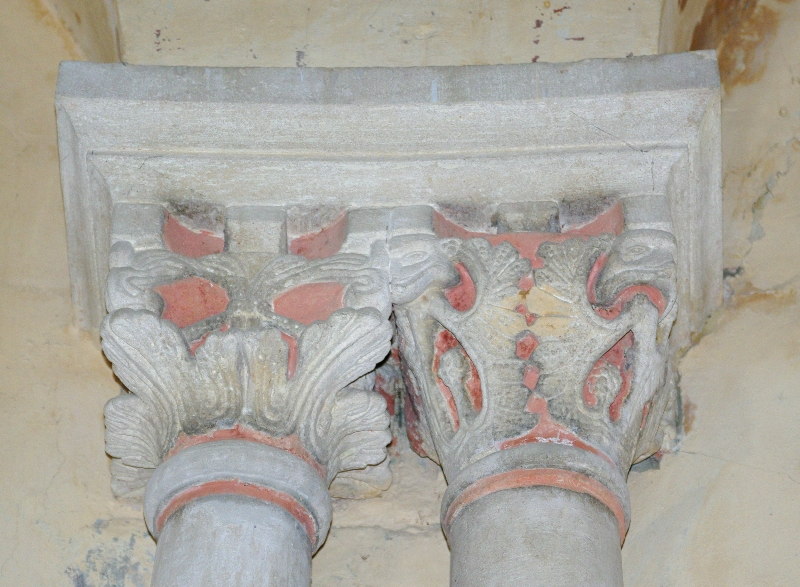
Chapiteau.
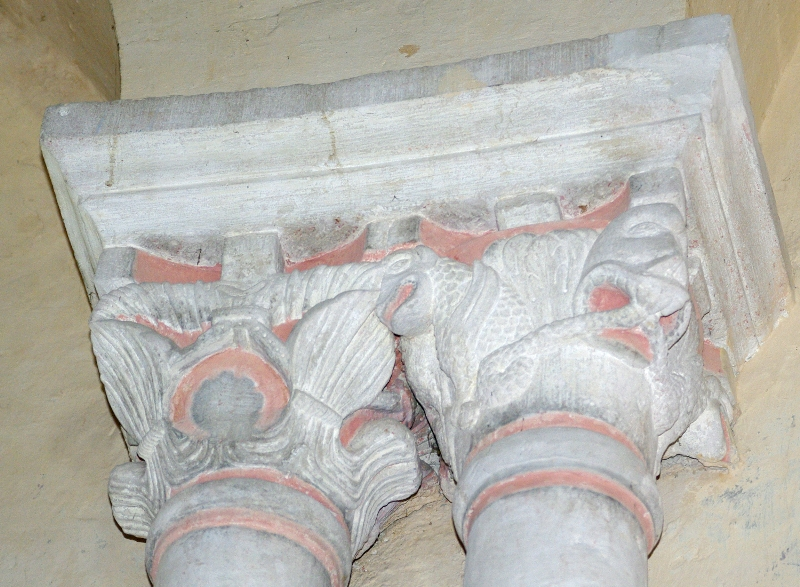
Chapiteau.
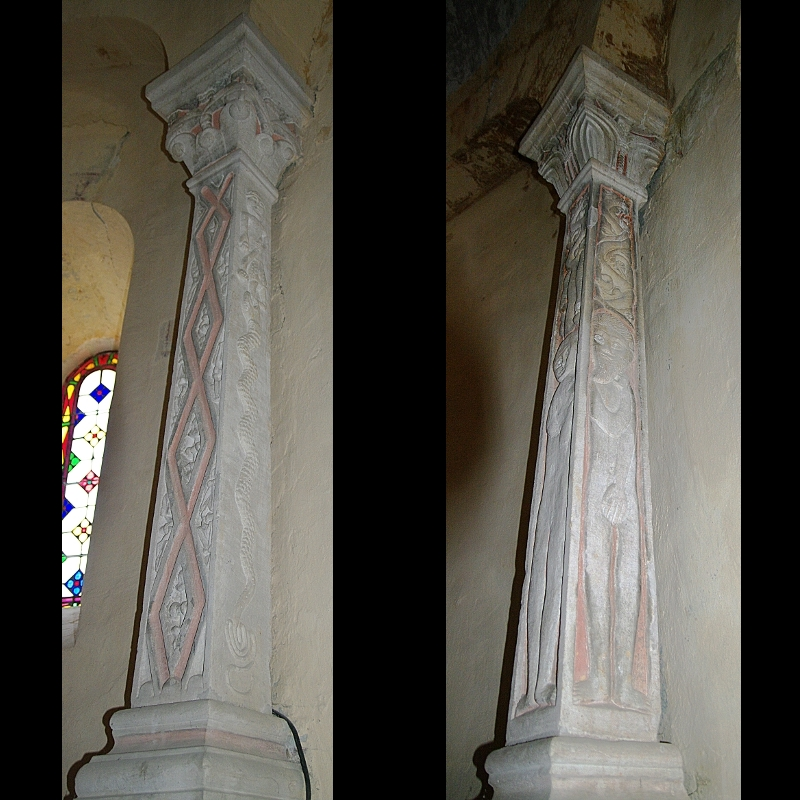
Pilastre.